# Estadio Malvinas Argentinas
Estadio Malvinas Argentinas, officiellt Estadio Mundialista Malvinas Argentinas, är en fotbollsarena i Mendoza, Argentina med en totalkapacitet på 42 000 åskådare. Arenan började byggas 1976, och invigdes den 14 maj 1978 samt ägs och administreras av provinsregeringen. Arenan användes under sex matcher vid världsmästerskapet i fotboll 1978, samt fyra matcher vid Copa América 2011.
Arenan används mestadels för fotbollsmatcher, även om den har varit värd för några rugby union matcher under The Rugby Championship, såväl som musikkonserter. I Primera División-matcher spelar den lokala klubben Godoy Cruz sina hemmamatcher på Malvinas Argentinas vid vissa tillfällen.

## Historik
Argentina valdes som värdnation för fotbolls-VM 1978 av FIFA i London den 6 juli 1966. Mendoza, som är en av de största städerna i landet, valdes som en plats. Organisationskommittén, under överinseende av den militärdiktatur som styrde Argentina sedan 1976, föreslog en ny stadion som skulle byggas av Cerro de la Gloria, i General San Martín Park och dra nytta av topografin i en naturlig sänkan belägen på sluttningarna av kullen. Förutom själva stadion inkluderade projektet nya tillfartsvägar, parkeringsplatser, en träningsplan och andra kompletterande arbeten.
Stadion utformades av uruguayanske arkitekten Rafael Viñoly, och dess uppbyggnad började 1976. Ursprungligen kallad "Estadio Ciudad de Mendoza" ("City of Mendoza Stadium") öppnades den 14 maj 1978 med en vänskapsmatch mellan ett lag bildat av spelare från Mendoza och ett med spelare från San Rafael. Under juni 1978 var Mendoza värd för sex fotbolls-VM-matcher, tre matcher i första omgången och tre i andra omgången. Samma år blev Gimnasia y Esgrima de Mendoza det första laget från Mendoza att spela en första divisionsmatch på stadion. Andra lag från Mendoza som har nått den högsta divisionen och använt Malvinas Argentinas som hemmaarena sedan dess är Independiente Rivadavia, Huracán Las Heras, San Martín de Mendoza och Godoy Cruz.
Efter Falklandskriget 1982 döptes stadion om till "Estadio Malvinas Argentinas". Det nya namnet speglar Argentinas omtvistade anspråk på suveränitet över Falklandsöarna (Islas Malvinas på spanska).
Under Primera División säsongen 1993–94 spelade Argentinos Juniors, ursprungligen från Buenos Aires, sina hemmamatcher på Malvinas Argentinas stadion efter ett avtal som undertecknats med sportkommunikationsföretaget Torneos y Competencias. TyC erbjöd Argentinos Juniors (som hade allvarliga ekonomiska problem på den tiden) att anställa flera spelare som lånade ut dem till klubben. I gengäld var Argentinos tvungna att flytta till Mendoza för att spela sina hemmamatcher då TyC ansåg att det fanns fler supportrar i den provinsen än i Buenos Aires. Ändå fungerade det inte som förväntat och resultatet var misslyckat med låg uppslutning och penningförluster.
År 1994 började Mendoza vara värd för den årliga Torneos de Verano (sommarturneringar) och upplevde flera upplagor av tävlingen. År 2011 kvalificerade Godoy Cruz till Copa Libertadores och stadion var för första gången värd för en internationell klubbtävling. Den mendocenska klubben kvalificerade sig till kontinentens viktigaste turnering igen 2012 och deltog i Copa Sudamericana 2011 och 2014; Godoy Cruz har spelat alla sina hemmamatcher för internationella tävlingar på Malvinas Argentinas stadion. Under säsongen 2016–2017 drog Godoy Cruz en genomsnittlig publik på hemmamatcherna på 16 000 åskådare.

## Renovering
Arenan renoverades inför Copa América 2011 som hölls i Argentina. Bland annat byttes alla säten ut under renoveringen, duschrummen rekonstruerades, taket på stadion reparerades och en ny 128 m2 LED-skärm installerades, som vid den tiden var den största i sitt slag i Sydamerika.